# سناپینیک اسید
سناپینیک اسید (به انگلیسی: Sinapinic acid) با فرمول شیمیایی C۱۱H۱۲O۵ یک ترکیب شیمیایی با شناسه پاب‌کم ۶۳۷۷۷۵ است. که جرم مولی آن ۲۲۴٫۲۱ g/mol می‌باشد. 